# Kemoreceptor
En kemoreceptor är en receptor i den mänskliga kroppen som har förmåga att detektera förändringar i den kemiska miljön och därefter skicka signaler till centrala nervsystemet. Kemoreceptorer är viktiga för andningsregleringen och ingår i den kemiska kontrollen av andningen. Det finns två olika typer av kemoreceptorer, centrala och perifera kemoreceptorer. De centrala kemoreceptorerna finns i pons och förlängda märgen. Deras uppgift är att registrera ökningar i partialtrycket av koldioxid via H+.  Perifera kemoreceptorer däremot finns i halsartärerna och aortabågen. Dessa registrerar höjning i partialtrycket av koldioxid vid för låga halter. Kemoreceptorerna stimuleras alltså vid för höga halter av koldioxid på dessa platser för att skicka signaler till specialiserade andningscentra i förlängda märgen, vilket i sin tur leder till en rad konsekvenser:
- Hyperventilering (snabbare och djupare andning)
- Hjärtminutvolymen ökar
- Blodtrycket ökar

Dessa effekter har till syfte att förhindra acidos och hypoxi i kroppens vävnader.
Luktsinne och smaksinne är baserade på olika typer av kemoreceptorer. Ofta skiljer man dem åt beroende på placering. Hos en del fiskar t.ex. malar är kemoreceptorerna jämnt fördelade över hela kroppen. Att skilja på lukt och smak i akvatiska miljöer är ointressant. Detta sinne är mycket välutvecklat hos fiskar.